# Каменка (Семилукский район)
Каменка — деревня в Семилукском районе Воронежской области России. 
Входит в состав Староведугского сельского поселения.

## География
В деревне имеются две улицы — Архангельская и Каменская.

## Население
| 2010 |
| ---- |
| 120  |

## Инфраструктура
- Каменская школа основного общего образования.